# Амритсар (округ)
Амри́тсар (в.-пандж. ਅੰਮ੍ਰਿਤਸਰ ਜ਼ਿਲਾ; англ. Amritsar) — округ в индийском штате Пенджаб. Образован в 1947 году. Административный центр — город Амритсар. Площадь округа — 5075 км². По данным всеиндийской переписи 2001 года население округа составляло 3 096 077 человек. Уровень грамотности взрослого населения составлял 67,3 %, что выше среднеиндийского уровня (59,5 %). Доля городского населения составляла 39,5 %.